# Loong Air
Loong Air (giản thể: 长龙航空; phồn thể: 長龍航空; bính âm: Chánglóng Hángkōng) là một hãng hàng không Trung Quốc có trụ sở trong Loong Air Office Building trong khuôn viên của Sân bay quốc tế Tiêu Sơn Hàng Châu ở ở quận Tiêu Sơn, Hàng Châu. Trung tâm hoạt động chính của hãng là ở Hàng Châu. Sau khi được thuận của Cục Hàng không dân dụng Trung Quốc, hãng bắt đầu dịch vụ bay nội địa vào năm 2013. Ngày 25 Tháng Chín năm 2013, hãng đã ký một biên bản ghi nhớ với Airbus để mua 20 chiếc máy bay Airbus A320.

## Đội bay

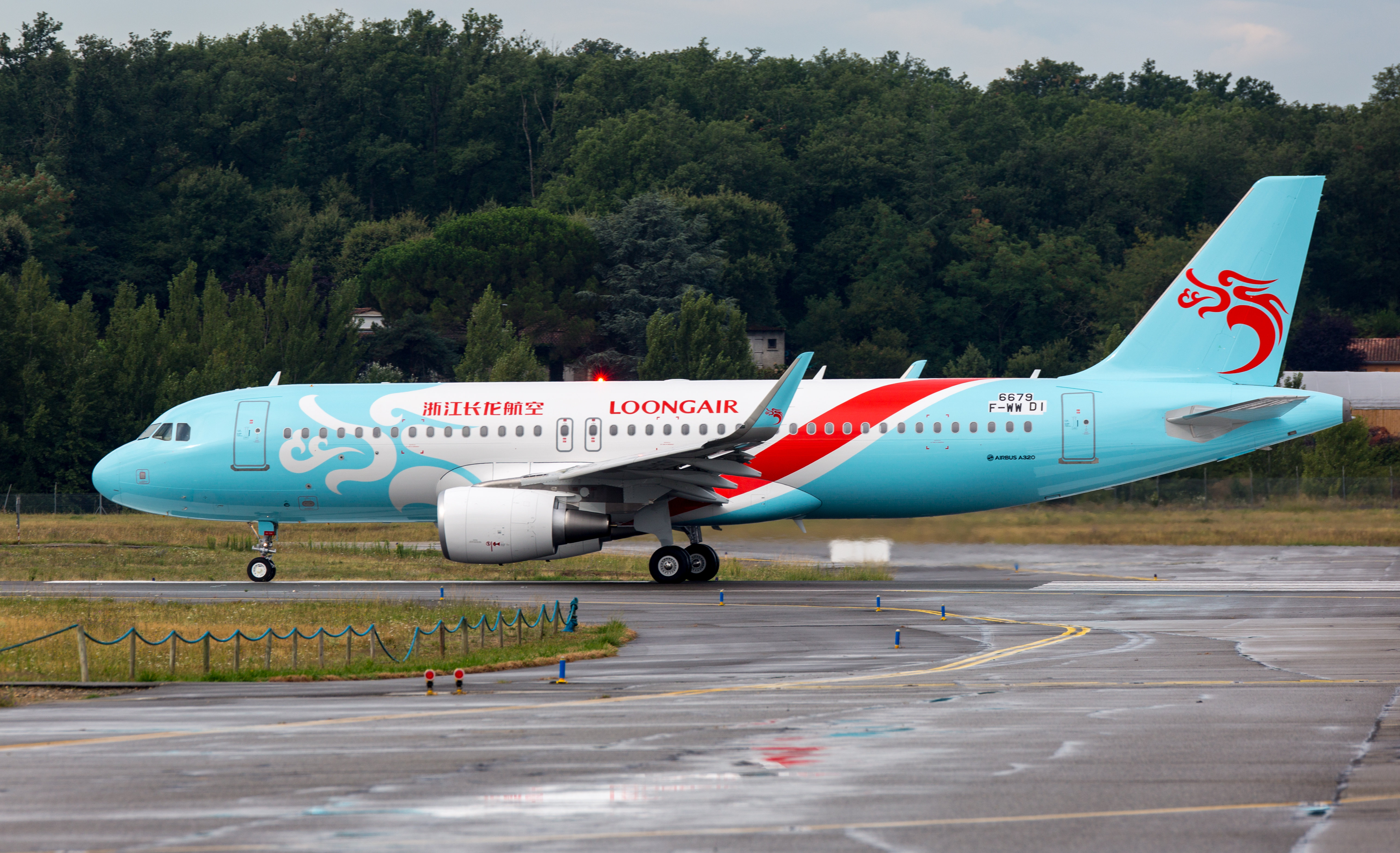
Airbus A320-200 tại sân bay Toulouse-Blagnac

Tính đến tháng 8/2021:
| Máy bay          | Đang hoạt động | Đặt hàng | Hành khách | Hành khách | Hành khách | Ghi chú |
| Máy bay          | Đang hoạt động | Đặt hàng | Y+         | Y          | Tổng       | Ghi chú |
| ---------------- | -------------- | -------- | ---------- | ---------- | ---------- | ------- |
| Airbus A320-200  | 28             | —        | —          | 174        | 174        |         |
| Airbus A320neo   | 27             | —        | 18         | 156        | 174        |         |
| Đội bay chở hàng |                |          |            |            |            |         |
| Boeing 737-300F  | 3              | —        | Cargo      | Cargo      | Cargo      |         |
| Tổng cộng        | 58             | —        |            |            |            |         |